# قهوه غلات

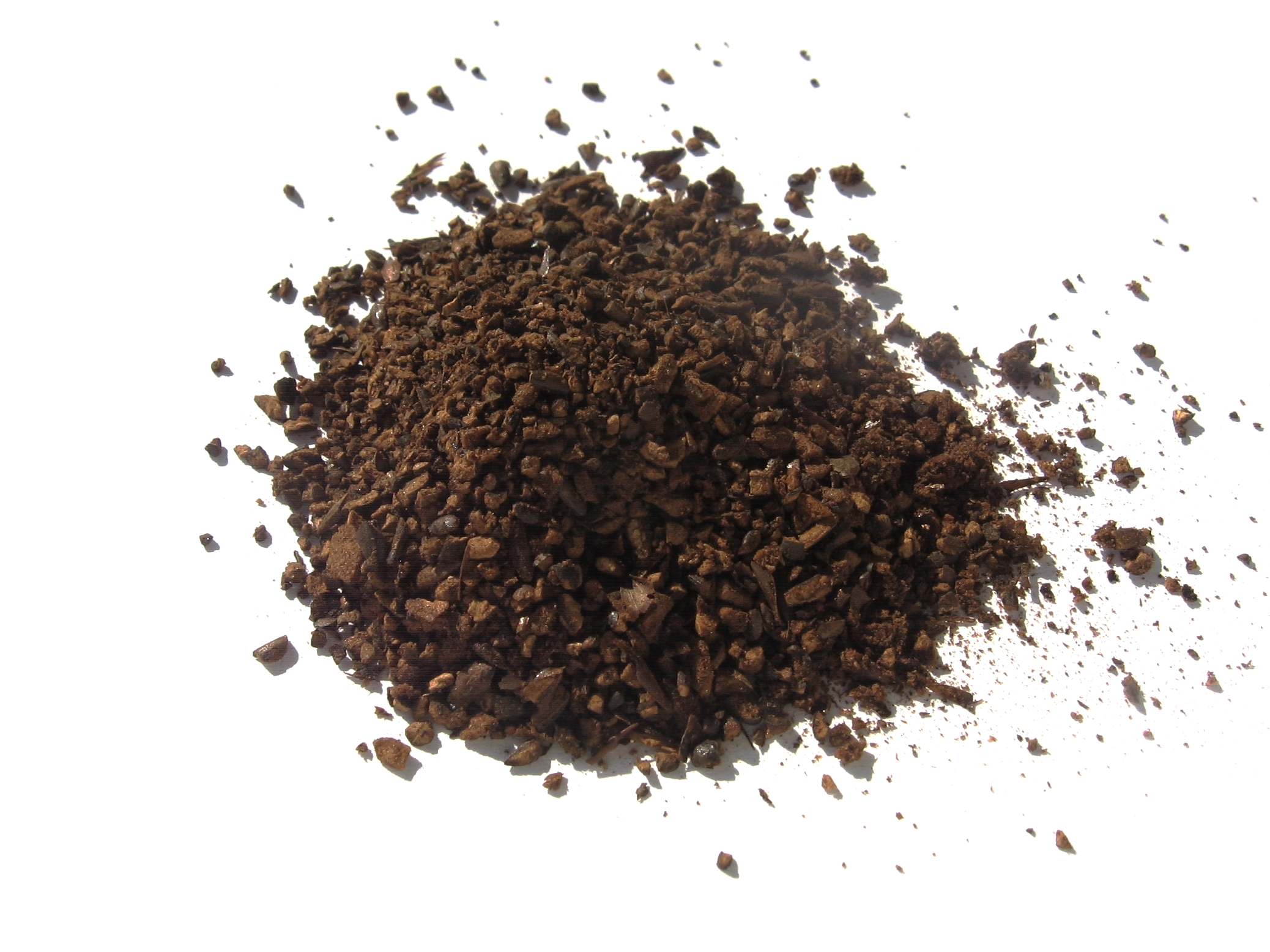
قهوه غلات لهستانی، متشکل از چاودار بو داده (۶۰٪)، جو (۲۰٪)، ریشه کاسنی و چغندر قند

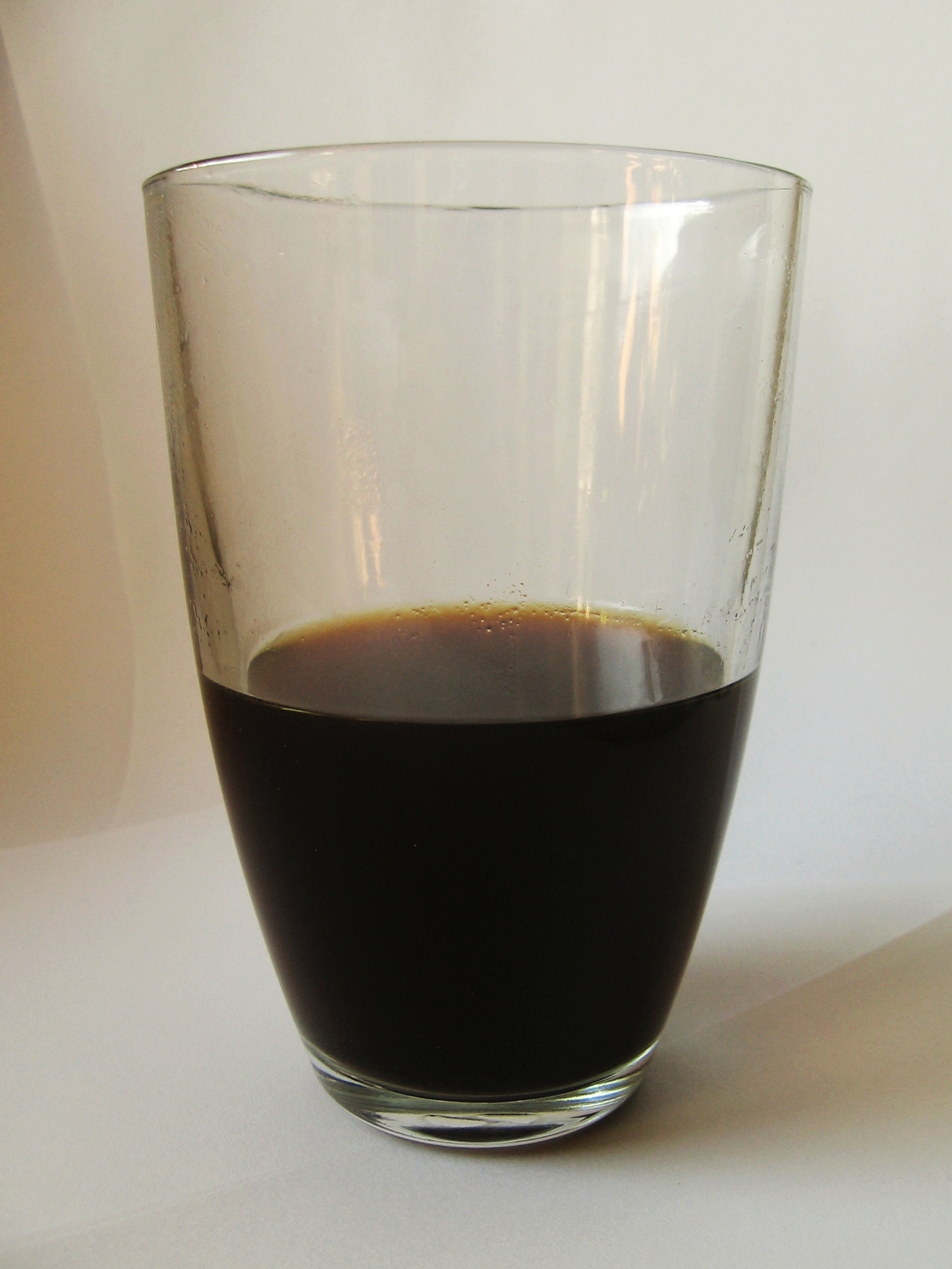
قهوه غله لهستانی با استفاده از قهوه ساز دمی تهیه شده است

قهوه غلات (همچنین به عنوان قهوه دانه، نوشیدنی غله برشته شناخته می‌شود) یک نوشیدنی گرم است که از یک یا چند دانه غلات برشته شده و به صورت تجاری به شکل کریستال یا پودر تهیه می‌شود تا بعداً در آب داغ ریخته و حل شود. این محصول اغلب به عنوان جایگزینی بدون کافئین برای قهوه و چای یا در موارد دیگری که این نوشیدنی‌ها کمیاب یا گران هستند به بازار عرضه می‌شود.
چندین برند معروف قهوه غلات عبارتند از کارو، پستم و اینکا. مارک‌های دیگر را می‌توان در فروشگاه‌های مواد غذایی سالم و دیگر فروشگاه‌های مواد غذایی یافت. برخی از ترکیبات متداول عبارتند از جو برشته، مالت جو، چاودار، کاسنی، ملاس، برنج قهوه ای، نخود، سورگوم و ریشه چغندر.